# Boiling Springs (Pennsylvania)
|  | Dieser Artikel wurde aufgrund von inhaltlichen Mängeln auf der Qualitätssicherungsseite des Projektes USA eingetragen. Hilf mit, die Qualität dieses Artikels auf ein akzeptables Niveau zu bringen, und beteilige dich an der Diskussion! Eine nähere Beschreibung der zu behebenden Mängel fehlt. |

Boiling Springs ist ein Census-designated place in Cumberland County im US-Bundesstaat Pennsylvania. Das U.S. Census Bureau hat bei der Volkszählung 2020 eine Einwohnerzahl von 3.449 ermittelt. Seinen Namen erhielt der Ort wegen der artesischen Brunnen in der Gegend.

## Persönlichkeiten
- David Spangler Kaufman (1813–1851), Politiker (Demokratische Partei)